# Centro de Detención de Tokio
El Centro de Detención de Tokio (en japonés: 東京拘置所) es una institución correccional en Katsushika, Tokio. Se trata de una instalación parte del sistema penal de Japón, que es operado por el Ministerio de Justicia. Una de las siete cámaras de ejecución de Japón se encuentra en esta instalación. El método de ejecución de Japón consiste en colgar al individuo. La cámara de ejecución en Tokio tiene una puerta trampa. Cuando los condenados mueren, su cuerpo entra en una habitación por debajo de la cámara de ejecución, y en esa habitación se confirma la muerte. Antes de que el condenado sea ejecutada, se le pasa una estatua de Amida Nyorai (Amitābha), un deidad budista. La sala de ejecución tiene dos secciones.